# Denis Bećirović
Denis Bećirović (Tuzla, 28. novembar 1975) bosanskohercegovački je političar i istoričar, član Kolegija Predstavničkog doma Parlamentarne skupštine Bosne i Hercegovine i član SDPBiH. Trenutno je član Predsedništva Bosne i Hercegovine iz reda bošnjačkog naroda.

## Biografija
Rođen je u Tuzli. Osnovnu i srednju školu završio je u rodnom gradu maturiravši 1994. Pridružio se SDPBiH kao srednjoškolac 1993. Te godine dobio je i prvu stranačku funkciju kao predsednik Foruma mladih SDP-a u Opštinskoj organizaciji Tuzla. Na toj funkciji ostao je do 1994, kada je imenovan predsednikom Foruma mladih SDP-a na području Tuzlanskog kantona. Od 1996. uporedno je bio i potpredsednik Foruma mladih SDP-a. Iduće godine imenovan je za člana Glavnog odbora SDP-a. Te godine zaposlio se u Osnovnoj školi u Tuzli, gde je predavao istoriju iduće dve godine.
Diplomirao je 1998. na Filozofskom fakultetu u Tuzli. Iste godine je imenovan za predsednika Foruma mladih SDP-a. Te godine zaposlio se u Srednjoj ekonomskoj školi u Tuzli, gde je takođe predavao istoriju. Na opštim izborima 1998. izabran je za poslanika u Predstavničkom domu Parlamenta FBiH. Dve godine kasnije postao je član Predsedništva SDPBiH, a istovremeno se upisuje i na postdiplomski studij na Filozofskom fakultetu u Sarajevu. Ponovo je na opštim izborima održanim iste godine s 9.828 glasova izabran za poslanika u Skupštini Tuzlanskog kantona, gde je imenovan za predsednika Odbora za društveno-ekonomske odnose. U Skupštini Tuzlanskog kantona izabran je i za delegata u Domu naroda Parlamenta FBiH.
Istovremeno s vršenjem poslaničke funkcije, dve godine kasnije položio je sve ispite s prosjekom 9,5. Te godine prestao je da radi u Srednjoj ekonomskoj školi. Na opštim izborima održanim 2002. bio je nosilac liste SDPBiH za Skupštinu Tuzlanskog kantona te je neposredno izabran sa 7.600 glasova. U tom mandatu bio je predsednik Odbora za ljudska prava i građanske slobode i član Antikorupcijskog odbora. Iduće godine, 2003, imenovan je za predsednika SDP-a Tuzlanskog kantona. Magistarski rad odbranio je 2004.
Na opštim izborima 2006. bio je nosilac liste SDP-a za Predstavnički dom PSBiH. S 24.645 glasova neposredno je izabran za poslanika te je imenovan za zamenika predsednika poslaničkog kluba SDP-a. U Predstavničkom domu PSBiH imenovan je za člana Zajedničke komisije za ljudska prava, prava deteta, mlade, izbeglice, azil i etiku i Komisije za spoljne poslove. Od 2007. član je Delegacije PSBiH u Interparlamentarnoj uniji. Iduće godine postao je član Parlamentarne grupe prijateljstva Bosne i Hercegovine sa zapadnom Evropom. Za potpredsednika SDPBiH imenovan je 2009. Konačno je i doktorirao 2010. Te godine postao je član Istražne komisije za utvrđivanje trošenja donatorskih sredstava. Na opštim izborima održanim 2010. ponovo je neposredno izabran za poslanika u Predstavničkom domu PSBiH sa 45.747 glasova. Izabran je za predsedavajućeg Predstavničkog doma PSBiH 20. maja 2011, a za njegove zamenike izabrani su Božo Ljubić iz HDZ-a 1990 i Milorad Živković iz SNSD-a.
Aprila 2023. godine borce Vojske Republike Srpske poredio je sa nacistima i fašistima, na šta mu je oštro odgovoreno od strane predstavnika Republike Srpske.
Autor je jedne knjige i 11 naučnih radova i stručnih članaka objavljenih između 2004. i 2010. 
Oženjen je Mirelom, sa kojom ima sina Danisa i ćerku Enu-Miju.